# Gåsegade
Gåsegade er en gade i Indre By i København, der går fra krydset med Vandkunsten og Løngangstræde til krydset med Farvergade, Kompagnistræde og Hestemøllestræde. Gadenavnet kan spores tilbage til 1689, mens selve gaden gik tidligere under navnene Vandmøllestræde og Gravbrøndstræde.

## Historie
I midten af 1500-tallet lå der et bryggeri her, grundlagt af kong Christian 3. Her fremstillede man en speciel slags øl, hvis opskrift stammede fra Goslar i Harzen, Tyskland, hvor floden Goses vand blev benyttet til brygningen. Øllet kaldtes Gosebier, og gaden fik i fordansket form navn efter den. Øllet var svagt gæret for at opnå en mælkeagtig syrlighed.
Indtil 1905, hvor den vestlige del af gaden blev revet ned, var området sammen med Farvergade et berygtet centrum for prostitution. Det var et problem, at gaden var så smal, at skraldevognen ikke kunne vende i den.
På adressen Gåsegade 2 / Farvergade 15 / Vandkunsten 12 / Løngangstræde 16 opførte arkitekterne Rogert Møller og Valdemar Dan i to omgange omkring århundredeskiftet 1900 ejendommen Kronborg.